# Projeto de pesquisa
Projeto de pesquisa é um documento de fins acadêmicos e científicos que descreve o que alguém investigará, porque isto é importante e como a pesquisa será conduzida. Ao escrever um projeto de pesquisa, espera-se que o autor seja capaz de demonstrar a quem irá avaliá-lo que entende os passos necessários para a condução de uma pesquisa científica e de que forma o estudo será realizado.
Segundo José D'Assunção Barros, o Projeto de Pesquisa apresenta uma série de funções importantes: (1) pode constituir uma "carta de intenções" através da qual o pesquisador apresenta sua proposta para uma Instituição, (2) pode configurar o retrato de uma pesquisa em andamento, (3) pode se transformar em um precioso instrumento para o diálogo científico e acadêmico, (4) pode configurar um instrumento importante para a elaboração de ideias e para auto esclarecimento de quem o produz, (5) pode funcionar como um eficaz roteiro de trabalho ou instrumento de planejamento, (6) pode desempenhar o importante papel de um instrumento direcionador da pesquisa, entre outras funções importantes.
Um projeto de pesquisa pode assumir vários nomes, dependendo da instituição de ensino, programa de pós-graduação, agência de fomento etc. Em geral, pré-projeto, proposta de pesquisa, projeto de investigação, são nomenclaturas distintas para o mesmo documento.

## Elementos Pré-textuais
Capa
Folha de rosto (contra capa)
Resumo
Lista de figuras
Lista de tabelas
Lista de abreviaturas e siglas
Lista de símbolos
Sumário ou Índice

## Elementos Textuais
Modo prático de fazer esses elementos de acordo com uma tema voltado para área de Biomedicina.
Exemplo de Tema: A contribuição da imagenologia na biomedicina: avanços e aplicações
Introdução: A introdução de um projeto é a seção inicial que apresenta o contexto, o propósito e a importância do projeto. Ela oferece uma visão geral aos leitores sobre o que será abordado e por que o projeto é relevante. Geralmente, uma introdução de projeto inclui os seguintes elementos listados abaixo:
Contextualização: Descreva o contexto em que o projeto é inserido. Isso pode incluir informações sobre o problema ou necessidade que o projeto visa resolver ou abordar. Explique por que o projeto é relevante e o que motivou sua realização.
Exemplo: O curso de Biomedicina foi estabelecido em 1966 com o propósito de preparar educadores e pesquisadores científicos para disciplinas fundamentais nos cursos de Medicina e Odontologia, uma vez que havia uma escassez de profissionais nessas áreas. Inicialmente, os primeiros graduados em Biomedicina encontravam-se restritos a essas atividades específicas, o que limitava suas oportunidades de inserção no mercado de trabalho. Além disso, a profissão de biomédico ainda não era oficialmente regulamentada, e suas responsabilidades não estavam claramente definidas (Amaral et al., 2019).https://inovacoes.ea2.unicamp.br/wp-content/uploads/2019/03/E-Book-Inovacoes-2017.pdf
Os profissionais biomédicos com especialização em imagenologia desempenham um papel crucial no campo do radiodiagnóstico, concentrando-se principalmente em áreas como Tomografia Computadorizada (TC), Ressonância Magnética (RM) e Medicina Nuclear (MN). No contexto do tratamento, esses biomédicos podem se envolver em radioterapia, onde executam os procedimentos prescritos por médicos radioterapeutas, além de colaborarem em serviços de controle de dose, em parceria com radioterapeutas e físicos médicos. Eles são responsáveis por realizar uma ampla gama de exames de imagem, incluindo o processamento posterior dos resultados. Com uma variedade de responsabilidades, os biomédicos imagenologistas desempenham um papel crucial na definição de objetivos e na avaliação das melhores abordagens para realizar exames de imagem. Essa abordagem contribui para a implementação de práticas padronizadas de alto nível nos serviços de saúde (Freitas Junior e Brito, 2020).https://www.nucleodoconhecimento.com.br/saude/habilitacao-em-imagenologia#:~:text=Os%20resultados%20dos%20question%C3%A1rios%20para,nesse%20segmento%20da%20Imagenologia%20biom%C3%A9dica.
Justificativa: Apresente a importância e as razões para realizar o projeto. Explique os benefícios esperados e como o projeto contribuirá para resolver problemas específicos ou atender às necessidades específicas.
Exemplo: Profissionalmente, compreender e dominar as técnicas de imagem é essencial para os profissionais de saúde, especialmente para os biomédicos, que desempenham um papel cada vez mais importante na interpretação e no processamento das imagens médicas. Além disso, a habilidade de utilizar eficazmente os recursos de imagem tornou-se uma competência essencial em várias áreas da biomedicina, incluindo radiologia, oncologia, neurologia, cardiologia e muitas outras.
Objetivos: Lista dos objetivos do projeto de forma clara e concisa. Indique o que o projeto pretende alcançar ou quais resultados espera-se obter ao seu término. Os objetivos devem ser mensuráveis sempre que possível.
Exemplo: 
Objetivo Geral
Apresentar a contribuição da imagiologia na área da biomedicina, abordando seus avanços tecnológicos e suas diversas aplicações em diagnóstico, pesquisa e tratamento.
Objetivos específicos
Discutir os avanços recentes em técnicas de imagem médica utilizadas na biomedicina, como ressonância magnética, tomografia computadorizada, ultrassonografia, entre outras.
Examinar as principais aplicações da imagenologia na pesquisa biomédica, incluindo estudos sobre doenças, processos fisiológicos e terapias.
Compreender papel da imagenologia no diagnóstico precoce e preciso de condições médicas, bem como no monitoramento da resposta ao tratamento em pacientes.
Hipóteses: As hipóteses são proposições ou suposições preliminares que o pesquisador faz com base em conhecimentos prévios, teorias existentes ou observações iniciais. Elas representam respostas possíveis à pergunta de pesquisa e são testadas durante o desenvolvimento do estudo para verificar sua validade. As hipóteses geralmente assumem a forma de declarações que podem ser testadas por meio de análise estatística ou observação empírica.
Exemplo: 
1. Hipótese Principal:
  - A utilização avançada de técnicas de imagenologia na biomedicina contribui significativamente para o diagnóstico precoce, tratamento personalizado e monitoramento de doenças.
2. Hipóteses Secundárias:
  - O desenvolvimento de novas tecnologias de imagem, como ressonância magnética funcional (fMRI) e tomografia por emissão de pósitrons (PET), tem impacto positivo na compreensão das bases fisiopatológicas das doenças.
  - A aplicação de técnicas de imagenologia em medicina regenerativa e terapia celular facilita a visualização e o acompanhamento de processos biológicos complexos.

Métodos: Breve descrição da abordagem ou metodologia que será utilizada para realizar o projeto. Isso pode incluir métodos de trabalho, técnicas, ferramentas ou recursos que serão empregados.
Exemplo: 
1. Revisão da Literatura:
  - Realização de uma revisão sistemática da literatura científica para identificar os avanços recentes em técnicas de imagenologia aplicadas à biomedicina.

Resultados esperados: Os resultados esperados são as conclusões ou descobertas que o pesquisador antecipa obter ao final do estudo, com base nas hipóteses e nos objetivos estabelecidos. Eles representam o que o pesquisador espera encontrar como resposta à pergunta de pesquisa e ao teste das hipóteses.
Exemplo: 
1. Validação das Hipóteses:
  - Confirmação da hipótese principal de que a imagenologia é fundamental para o avanço da biomedicina, com base na revisão da literatura e na análise dos dados coletados.
2. Identificação de Tendências:
  - Identificação de tendências emergentes em técnicas de imagenologia e suas aplicações clínicas, incluindo medicina personalizada e terapias inovadoras.
3. Contribuições para a Prática Clínica:
  - Destaque das contribuições específicas da imagenologia para o diagnóstico e tratamento de doenças, com ênfase nos benefícios para os pacientes e profissionais de saúde.
4. Recomendações Futuras:
  - Elaboração de recomendações para a integração contínua de tecnologias de imagenologia na prática clínica e nas pesquisas biomédicas, visando melhorias nos cuidados com a saúde.

Referências: 
AMARAL, Eliana Martorano et al. (organizadores). Inovações curriculares: os desafios do ensino superior [recurso eletrônico]. Campinas, SP: Biblioteca/Unicamp, 2019.
FREITAS JUNIOR, Manoel Raimundo De. BRITO, Juliana Stoffel. Inserção do biomédico com habilitação em imagenologia no diagnóstico por imagem em Imperatriz – MA. Revista Científica Multidisciplinar Núcleo do Conhecimento. Ano 05, Ed. 12, Vol. 02, pp. 41-61, 2020.
GIL, Antonio Carlos. Como Elaborar Projetos de Pesquisa. 5. ed. São Paulo: Atlas, 2010.
LAKATOS, Eva Maria; MARCONI, Marina de Andrade. Metodologia do Trabalho Científico: Procedimentos Básicos, Pesquisa Bibliográfica, Projeto e Relatório, Publicações e Trabalhos Científicos. 8. ed. São Paulo: Atlas, 2017.

## Elementos Pós-textuais
Referências
Apêndice
Anexos
glossário 